# خانية (مقاطعة)
خانية إحدى مقاطعات اليونان عاصمتها مدينة خانية. مقاطعة خانية هي واحدة من المقاطعات الأربع لجزيرة كريت، فهي تغطي الرّبع الغربي من الجزيرة. لا تحدّ خانية سوى مقاطعة واحدة أخرى، وهي مقاطعة ريثيمنو التي تلتقي حدودها معها من جهة الشرق. يَحد الجزء الغربي من كريت من جهة الشمال مُسطح مائيّ هو بحر كريت، أما من جهتيْ الجنوب والغرب فيَحدها البحر الأبيض المتوسط. تضمّ مقاطعة خانية أيضاً أبعد الجزر الأوروبية عن القارة من جهة الجنوب وهي جزيرة غافدوس. تقسم مقاطعة خانية إلى خمسة أقاليم هي إقليم أبوكوروناس وكيساموس وكيدونيا وسيلينو وسفاكيا.

## الوصف
كثيراً ما تسمى مقاطعة خانية بـ"كريت الغربية"، وهي مقاطعة جميلة لم تخرب يَد الناس العديد من مناطقها ولذا فهيَ تعد جزءاً غير مُلوث من الجزيرة. تُقسم هذه المنطقة إلى إقليم أبوكوروناس المُخضوضر وإقليم سفاكيا الجبليّ وإقليم سيلينو في الزاوية الجنوبية الغربية البعيدة. ومن المُدن الرئيسية الأخرى في مقاطعة خانية: سفاكيا وكيساموس وبالايوخورا وماليمي وفريسيس وفاموس وجيورجيوبولي وكاليفس.